# Торріш-Ведраш
То́рріш-Ве́драш (порт. Torres Vedras; МФА: [ˈto.ʁɨʒ ˈve.dɾɐʃ], То́рріж-Ве́драш) — муніципалітет і місто в Португалії, в окрузі Лісабон. Розташований у західній частині країни, на березі Атлантичного океану, на теренах історичної португальської провінції Ештремадура. Належить до Лісабонського патріархату Католицької церкви в Португалії. Права міського самоврядування має з 1250 року. Поділяється на 13 парафій. За адміністративним поділом, чинним до 1976 року, був складовою провінції Ештремадура. Площа муніципалітету — 407,15 км², населення муніципалітету — 79465 ос. (2011); густота населення — 195,17 осіб/км²
. Патрон — Діва Марія. Святковий день муніципалітету — 11 листопада. Поштовий індекс — 2560.  Код місцевої адміністративної одиниці — 1113. Складова статистичного регіону Центр.

## Географія
Торріш-Ведраш розташований на заході Португалії, на заході округу Лісабон.
Торріш-Ведраш межує на півночі з муніципалітетом Лорінян, на північному сході — з муніципалітетом Кадавал, на сході — з муніципалітетом Аленкер, на півдні — з муніципалітетами Собрал-де-Монте-Аграсу і Мафра. На заході омивається водами Атлантичного океану.

## Історія
1148 року Торріш-Ведраш звільнив від маврів перший португальський король Афонсу І.
1250 року португальський король Афонсу III надав Торріш-Ведрашу форал, яким визнав за поселенням статус містечка та муніципальні самоврядні права.
Регіон мав вирішальну роль у зупинці наступу наполеонівських військ під час французької окупації — фортифікаційні укріплення так званої Лінії Торріша-Ведраш, збудовані на початку 19 століття.
Статус міста отримав 2 березня 1979 року.

## Населення
| Кількість мешканців | Кількість мешканців | Кількість мешканців | Кількість мешканців | Кількість мешканців | Кількість мешканців | Кількість мешканців | Кількість мешканців | Кількість мешканців | Кількість мешканців | Кількість мешканців | Кількість мешканців | Кількість мешканців | Кількість мешканців | Кількість мешканців |
| ------------------- | ------------------- | ------------------- | ------------------- | ------------------- | ------------------- | ------------------- | ------------------- | ------------------- | ------------------- | ------------------- | ------------------- | ------------------- | ------------------- | ------------------- |
| 1864                | 1878                | 1890                | 1900                | 1911                | 1920                | 1930                | 1940                | 1950                | 1960                | 1970                | 1981                | 1991                | 2001                | 2011                |
| 24 268              | 27 746              | 32 269              | 35 726              | 38 993              | 41 790              | 47 917              | 52 143              | 56 514              | 58 837              | 56 814              | 65 039              | 67 185              | 72 250              | 79 465              |

## Парафії
- А-душ-Кунядуш
- Вентоза
- Дойш-Портуш
- Кампелуш
- Кармойнш
- Карвуейра
- Масейра
- Матакайнш
- Машіал
- Монте-Редонду
- Отейру-да-Кабеса
- Понте-ду-Рол
- Рамалял
- Руна
- Санта-Марія-ду-Каштелу-і-Сан-Мігел
- Сан-Педру-да-Кадейра
- Сан-Педру-і-Сантіагу
- Сілвейра
- Турсіфал
- Фрейрія

## Економіка, побут, транспорт
Економіка району головним чином представлена харчовою і текстильною промисловістю, сільським і лісовим господарством, туризмом.
Серед архітектурних пам'яток відзначають залишки фортеці, три монастирі (порт. Convento do Barro, Convento do Varatojo, Convento da Graça), акведук та численні церкви як у місті так і на території муніципалітету. Місто має власне телебачення, а щороку тут проходить однойменний карнавал.
Торреш-Ведраш як і муніципалітет в цілому має добре розвинуту транспортну мережу, з'єднаний з Лісабоном платною швидкісною автомагістраллю А-8 та приміським залізничним сполученням (Лінія Оеште).